# 科津齊 (利波韋茨區)
49°15′29″N 28°45′34″E / 49.25806°N 28.75944°E
科津齊（烏克蘭語：Козинці），是烏克蘭的村落，位於該國西南部文尼察州，由文尼察區負責管轄，始建於1600年，面積1.74平方公里，海拔高度257米，2001年人口369，人口密度每平方公里212.19人。

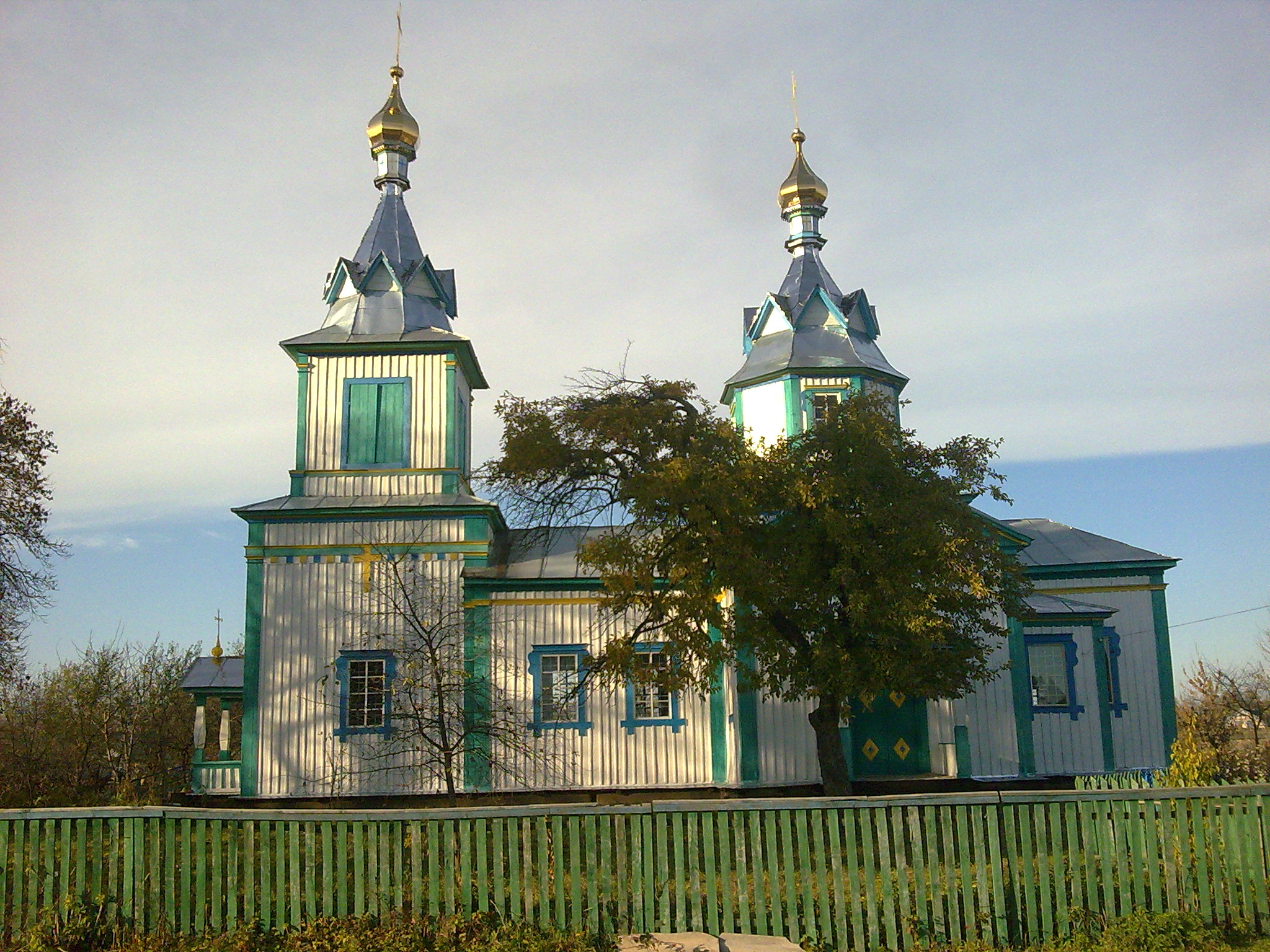
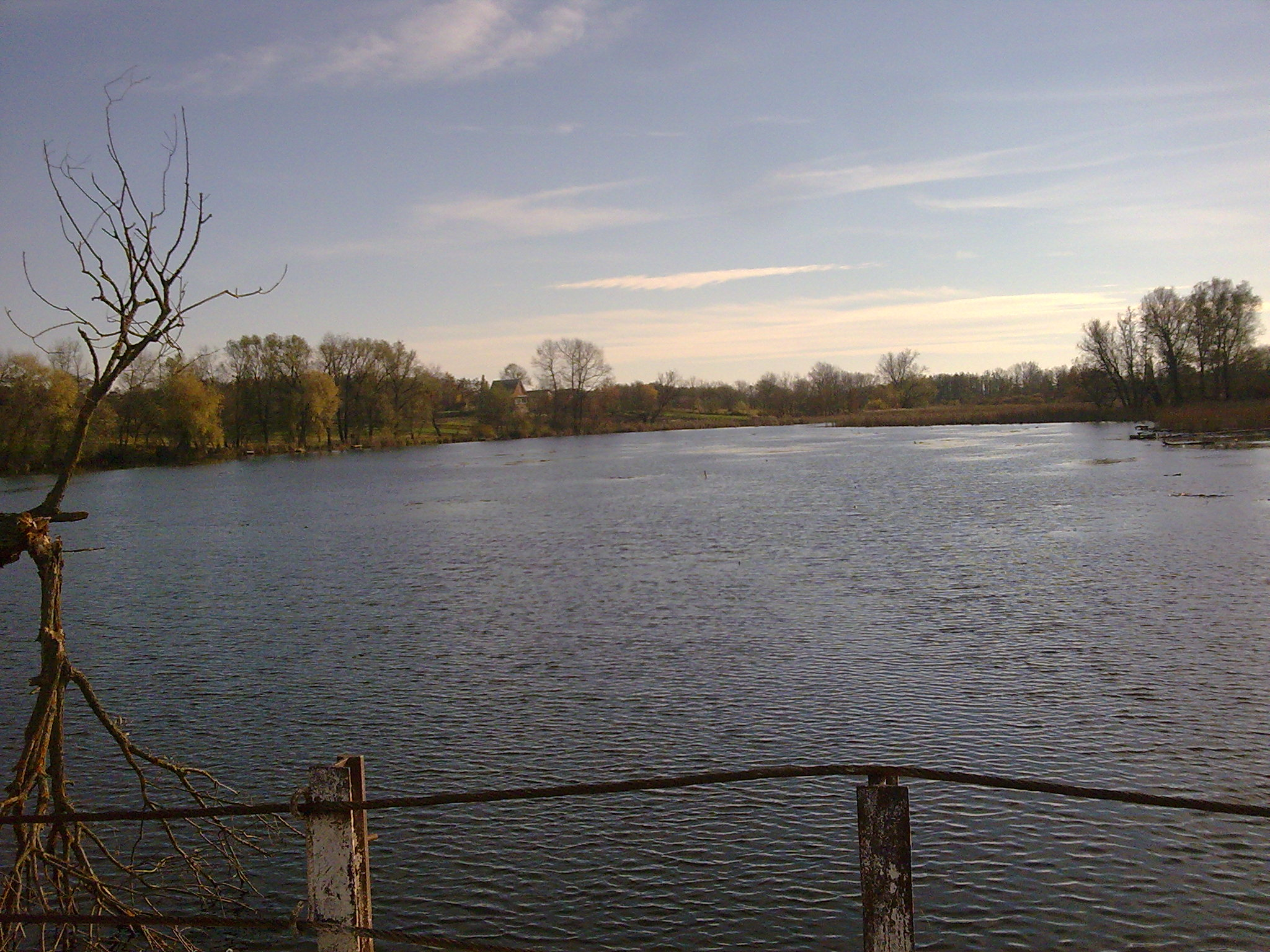
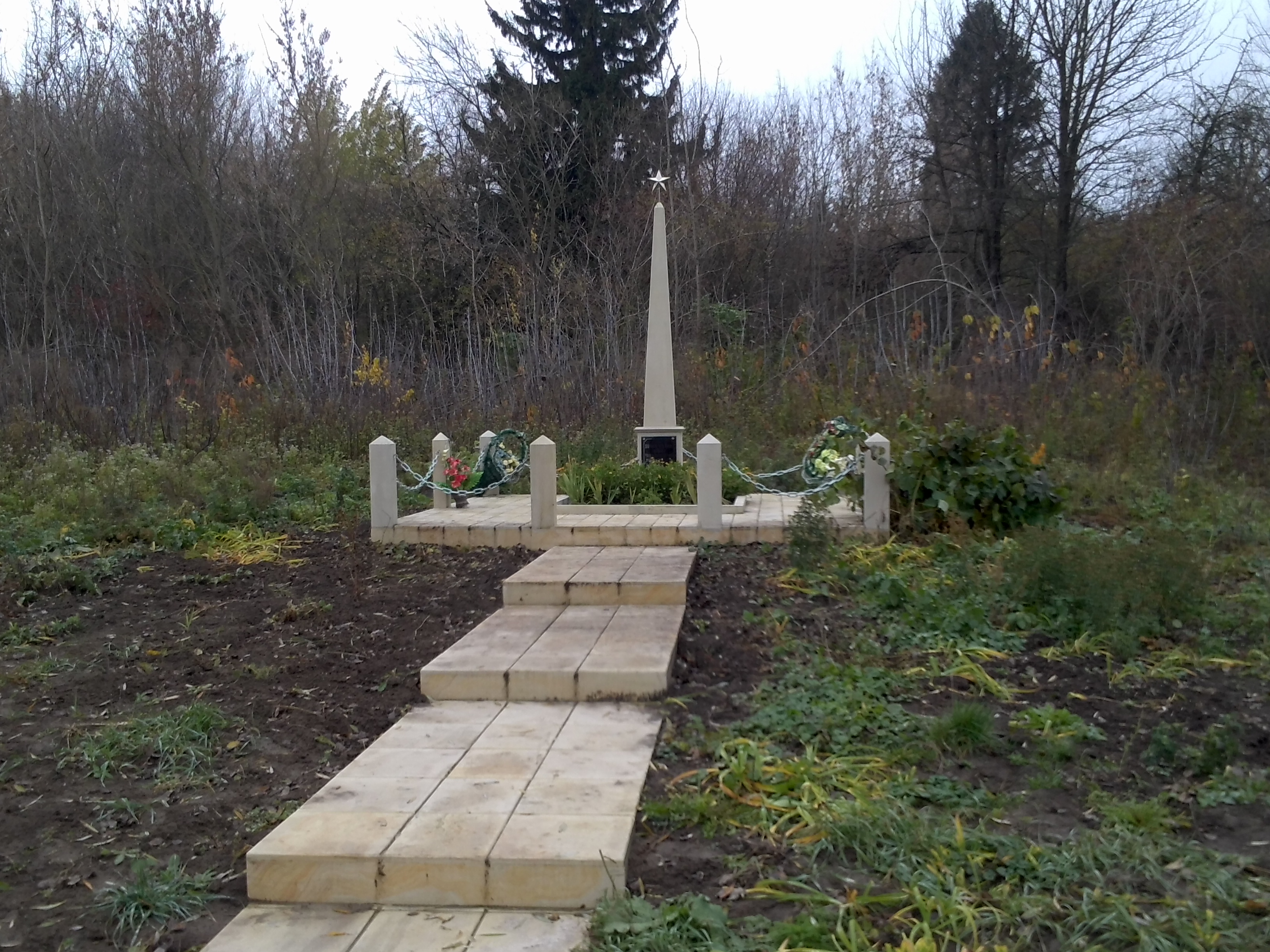
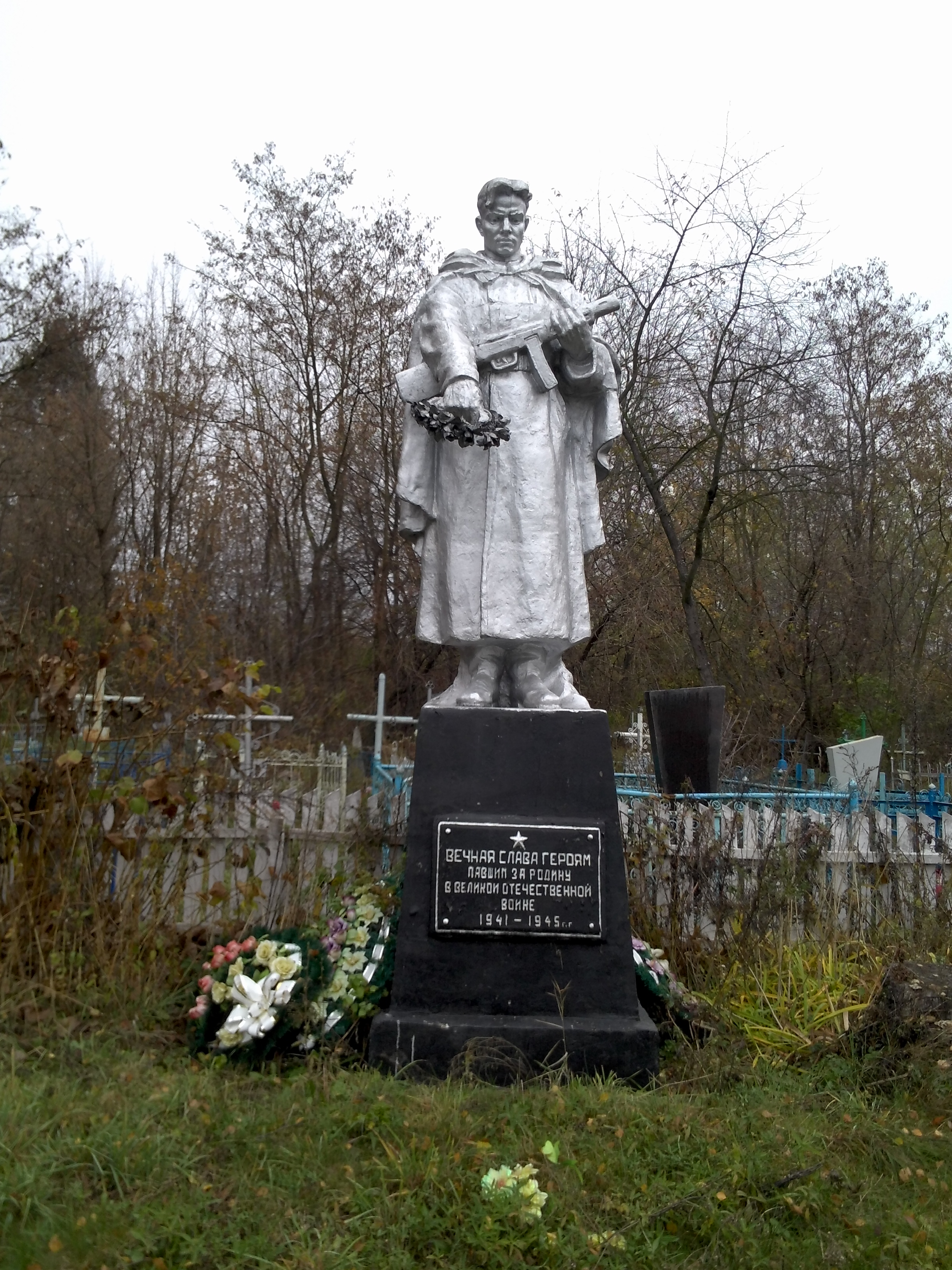
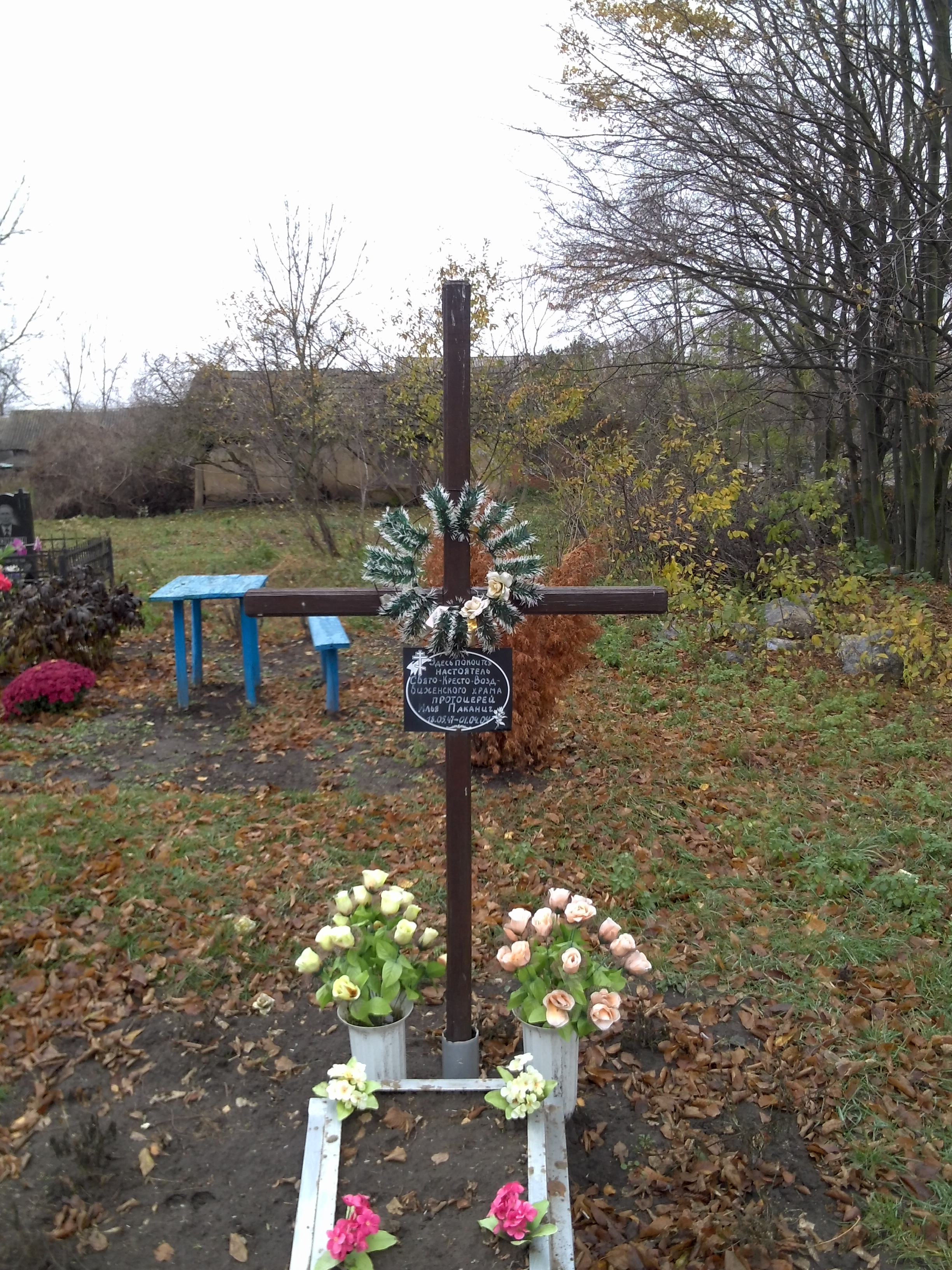
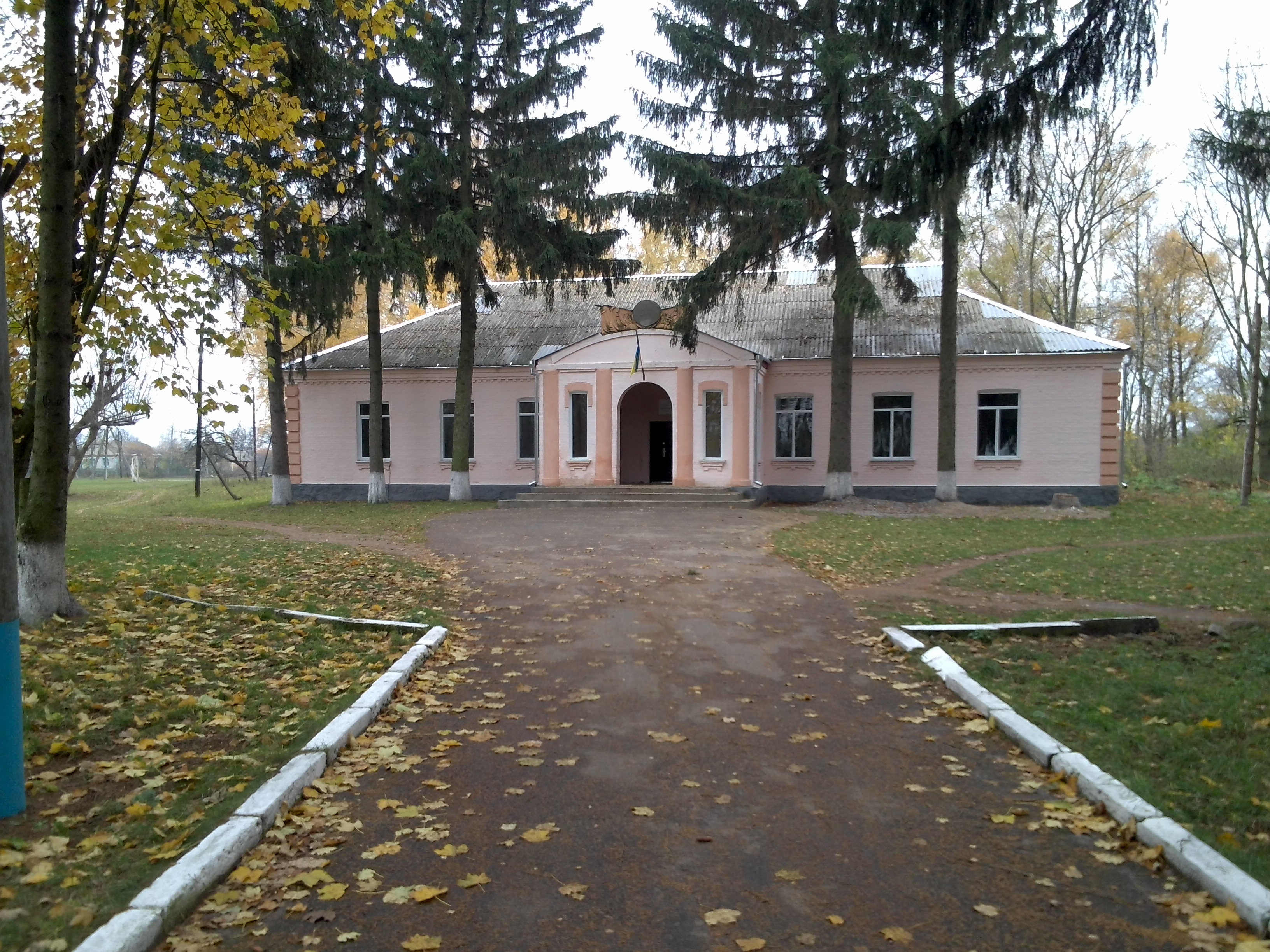
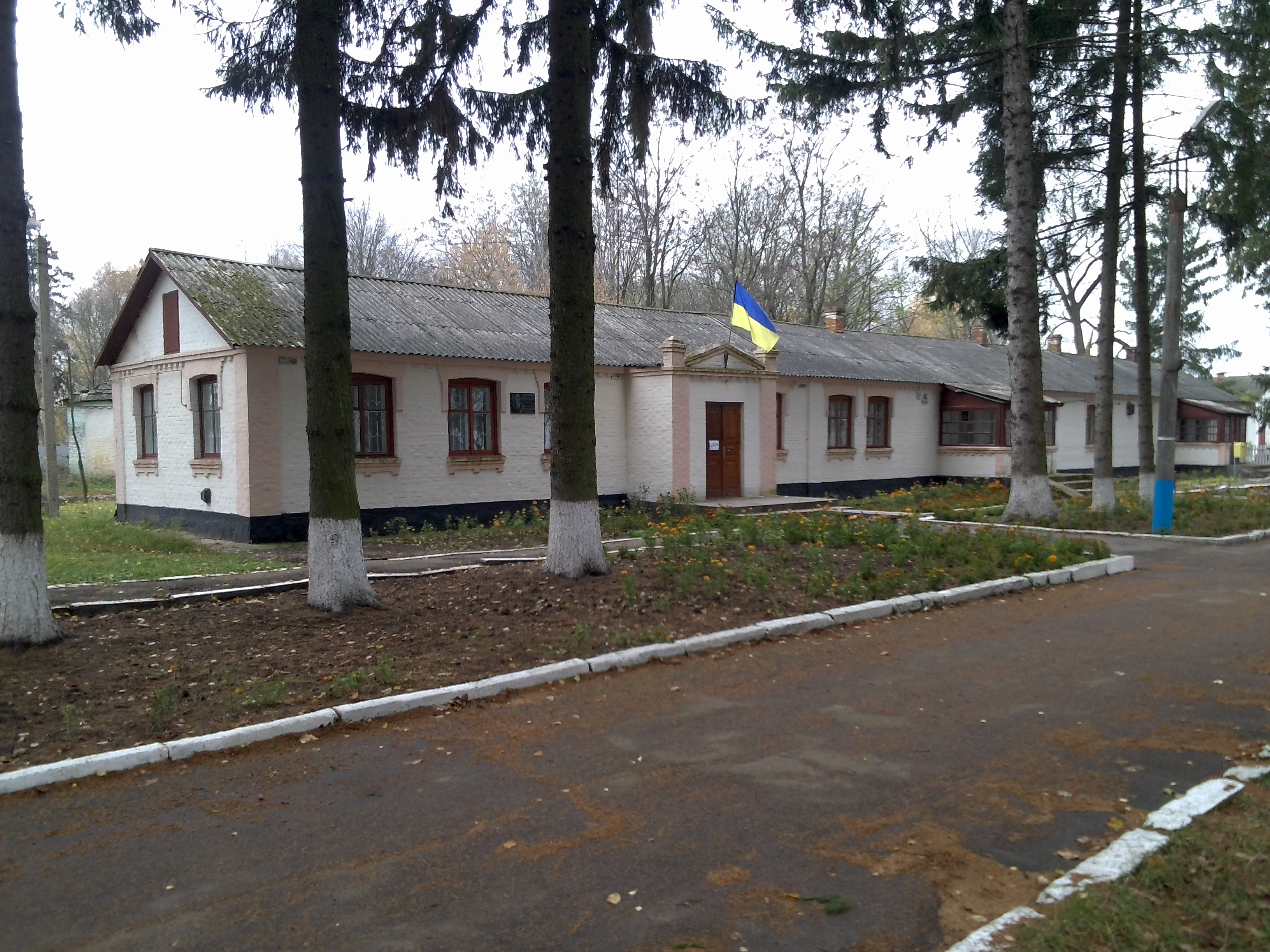
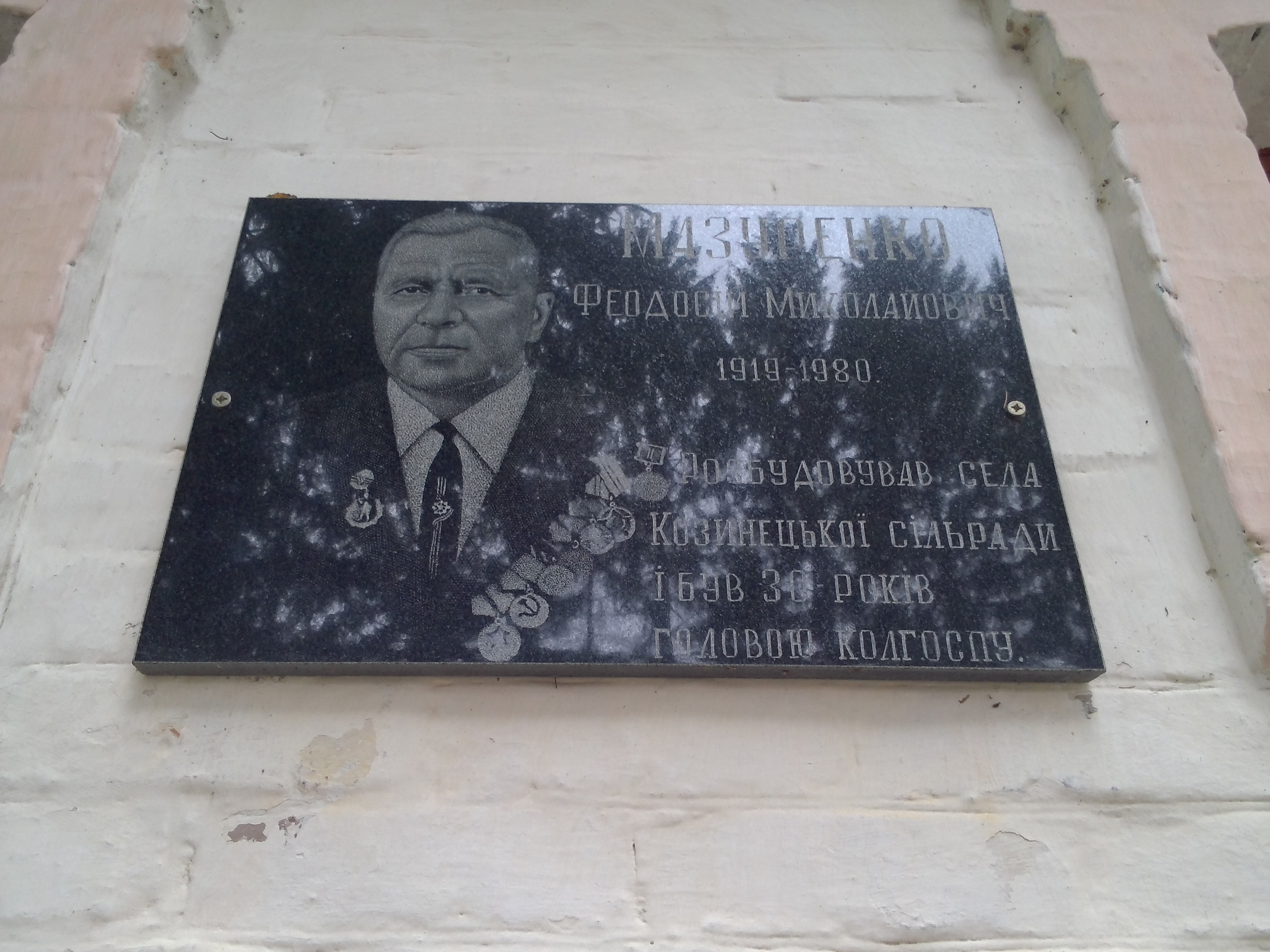
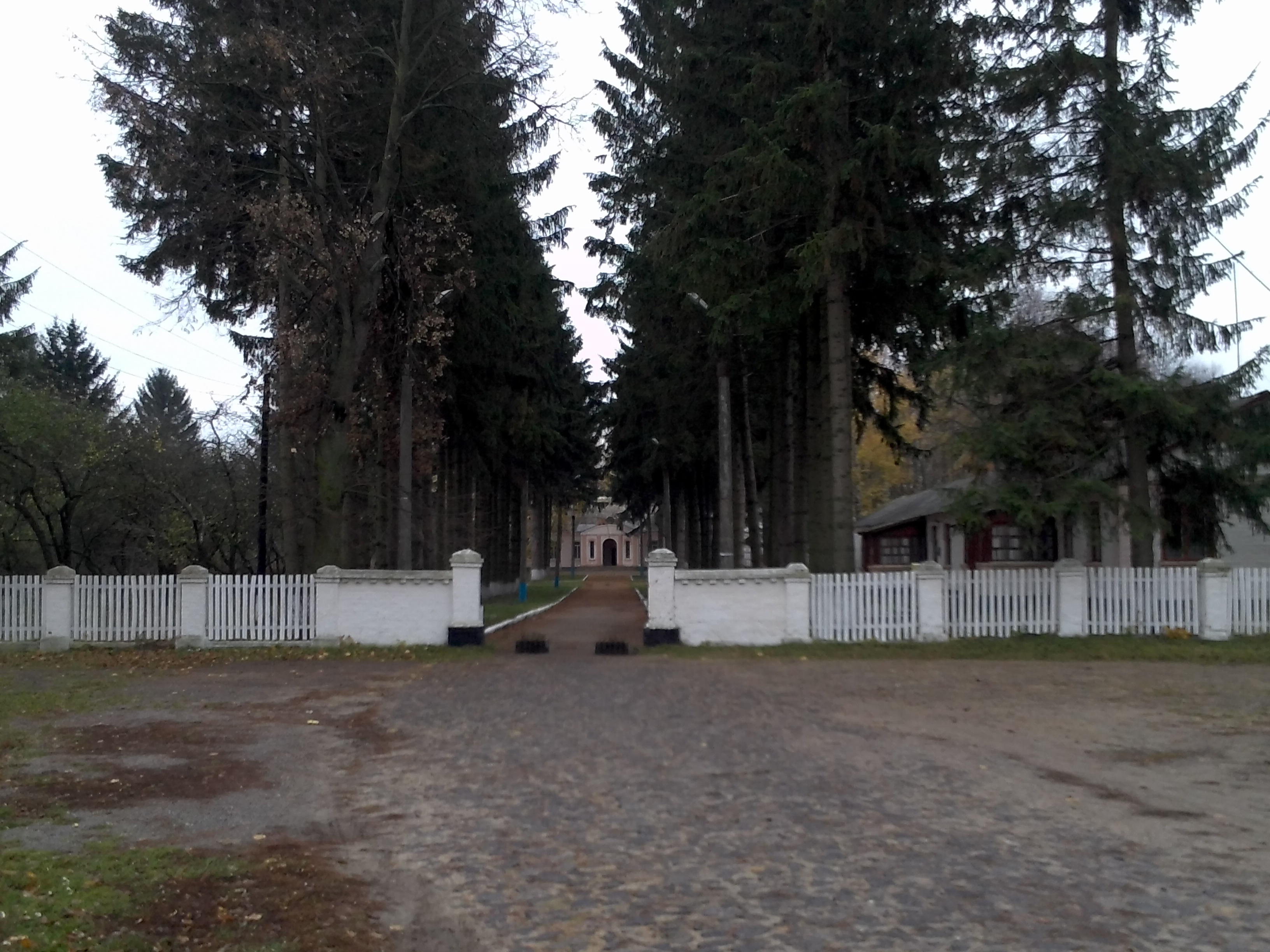
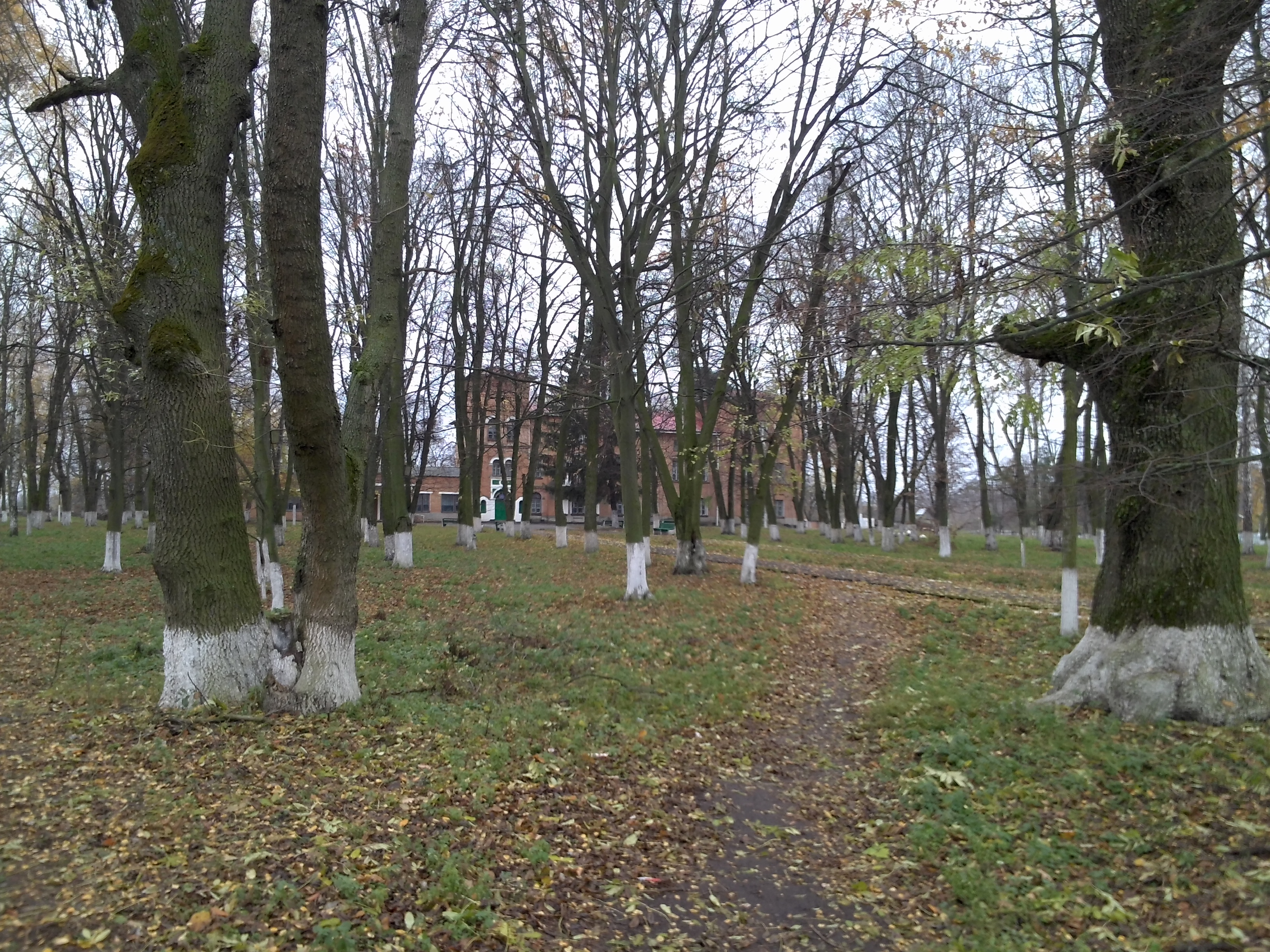
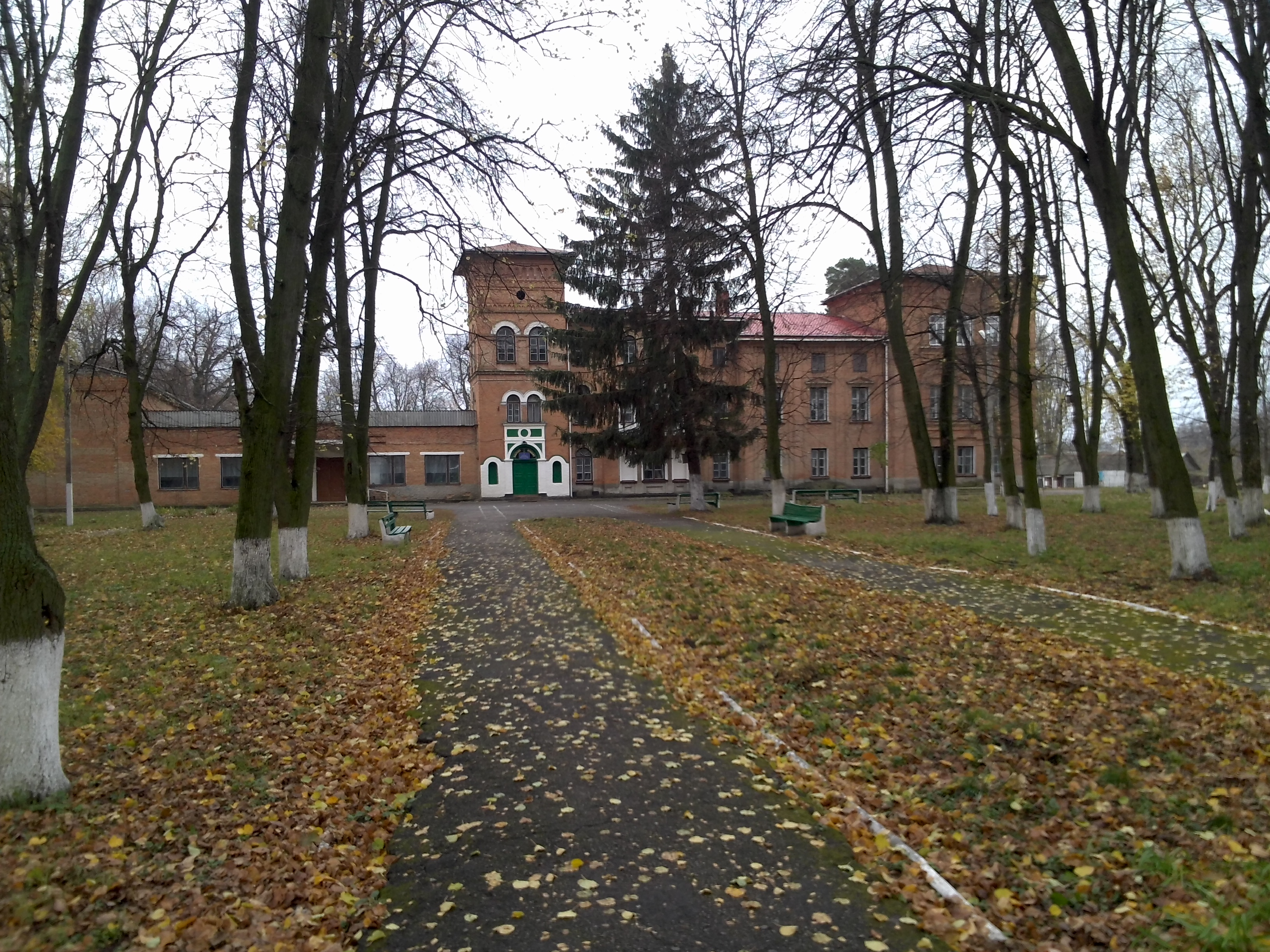
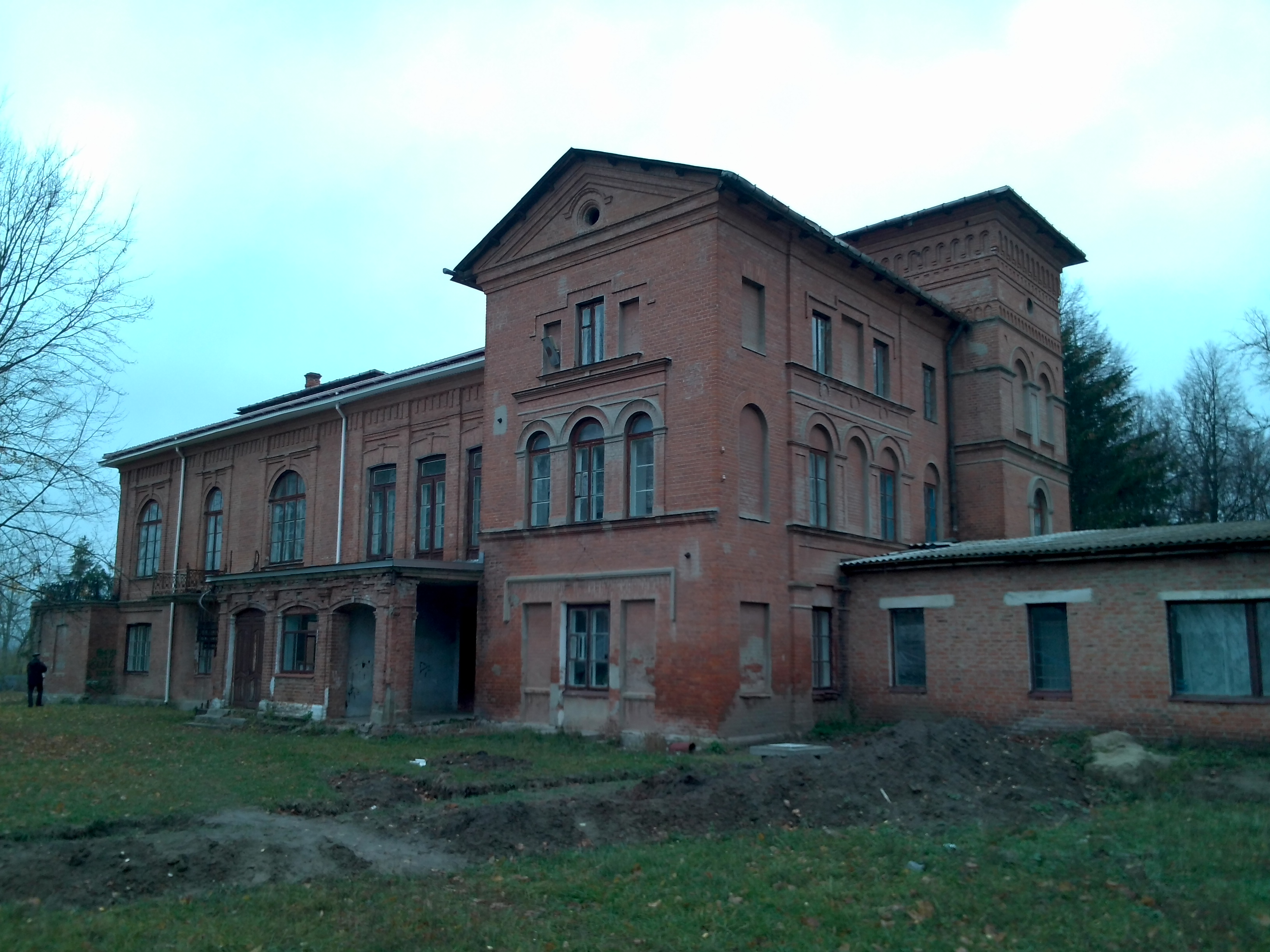
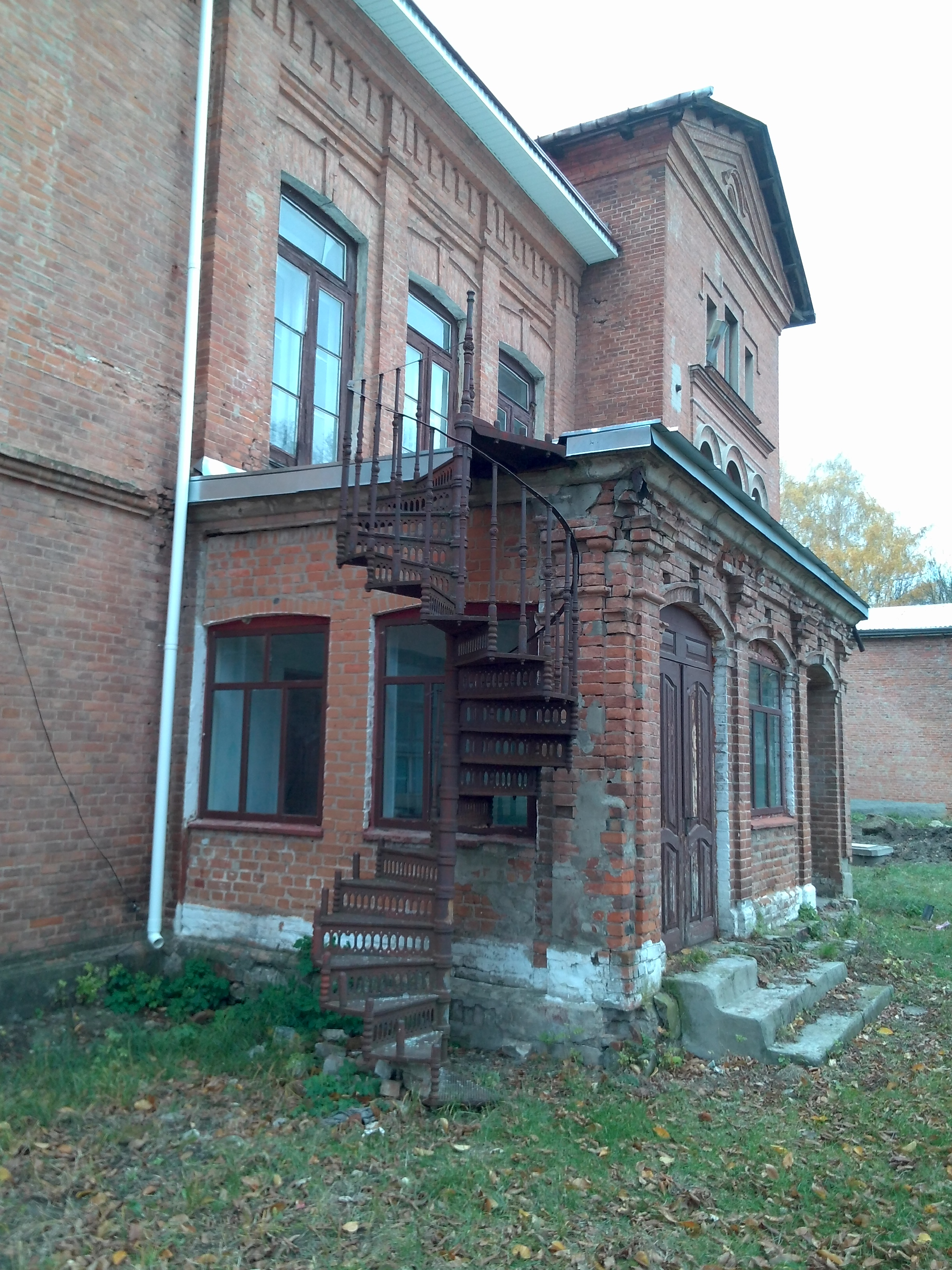
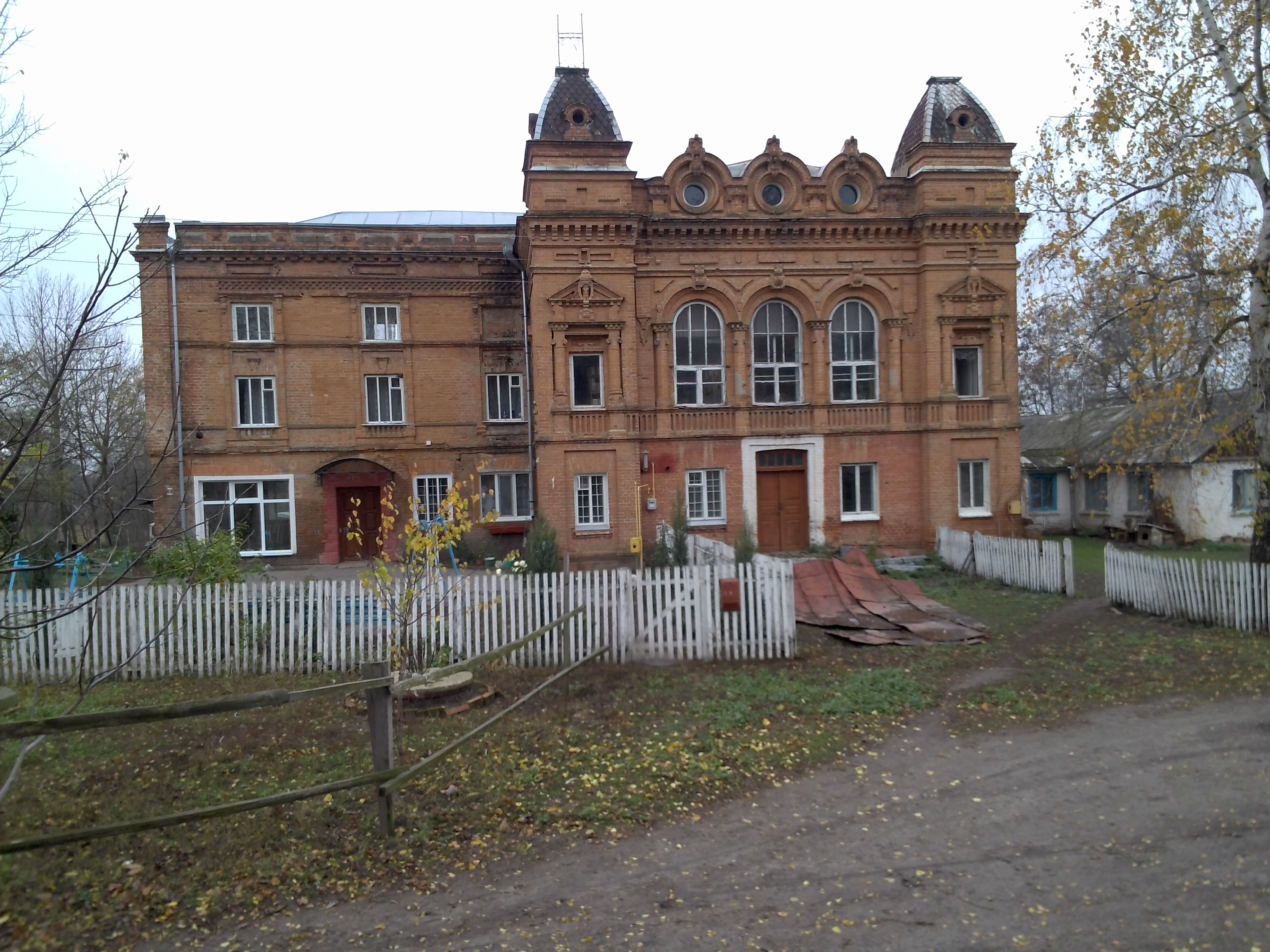
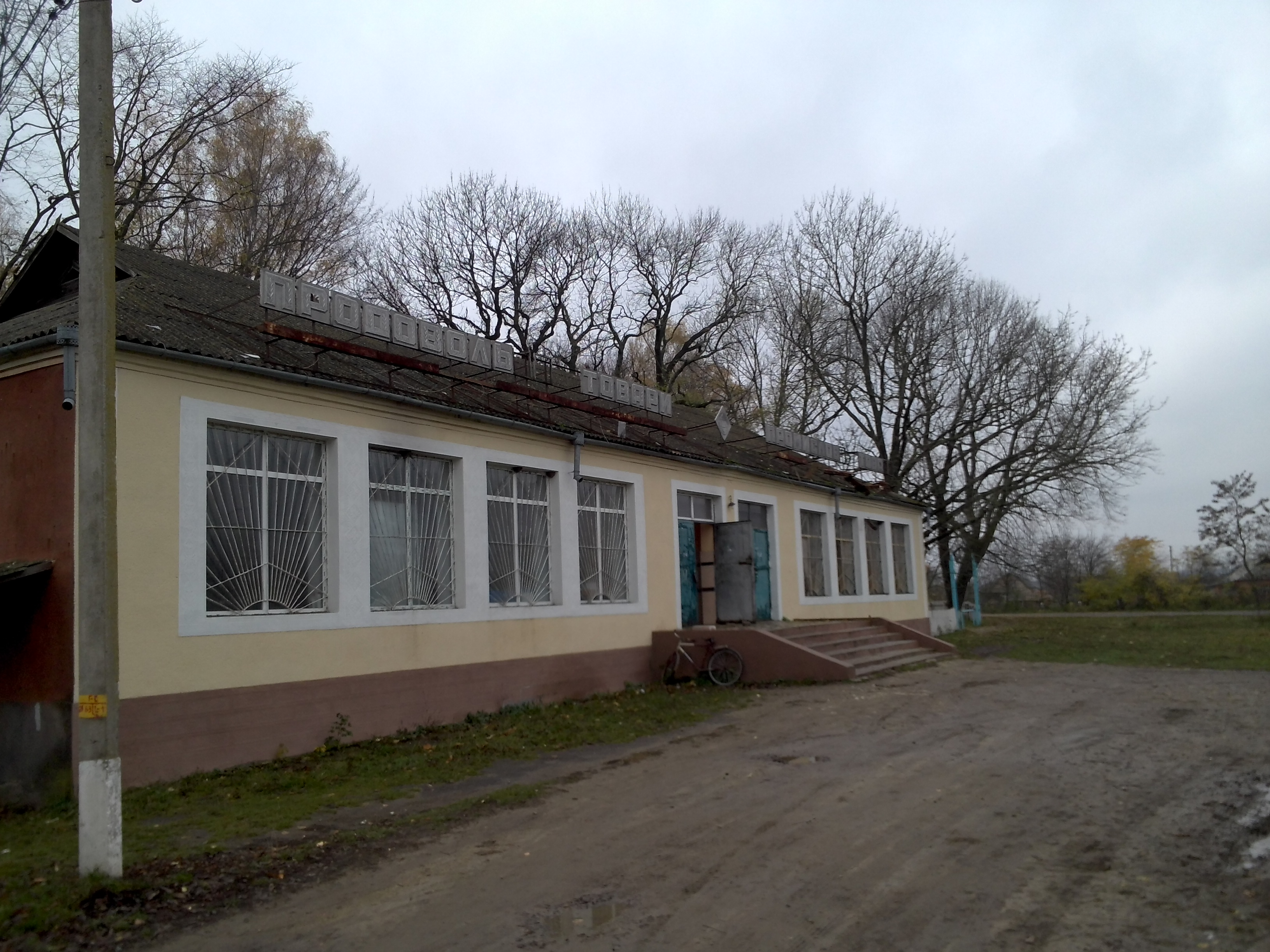
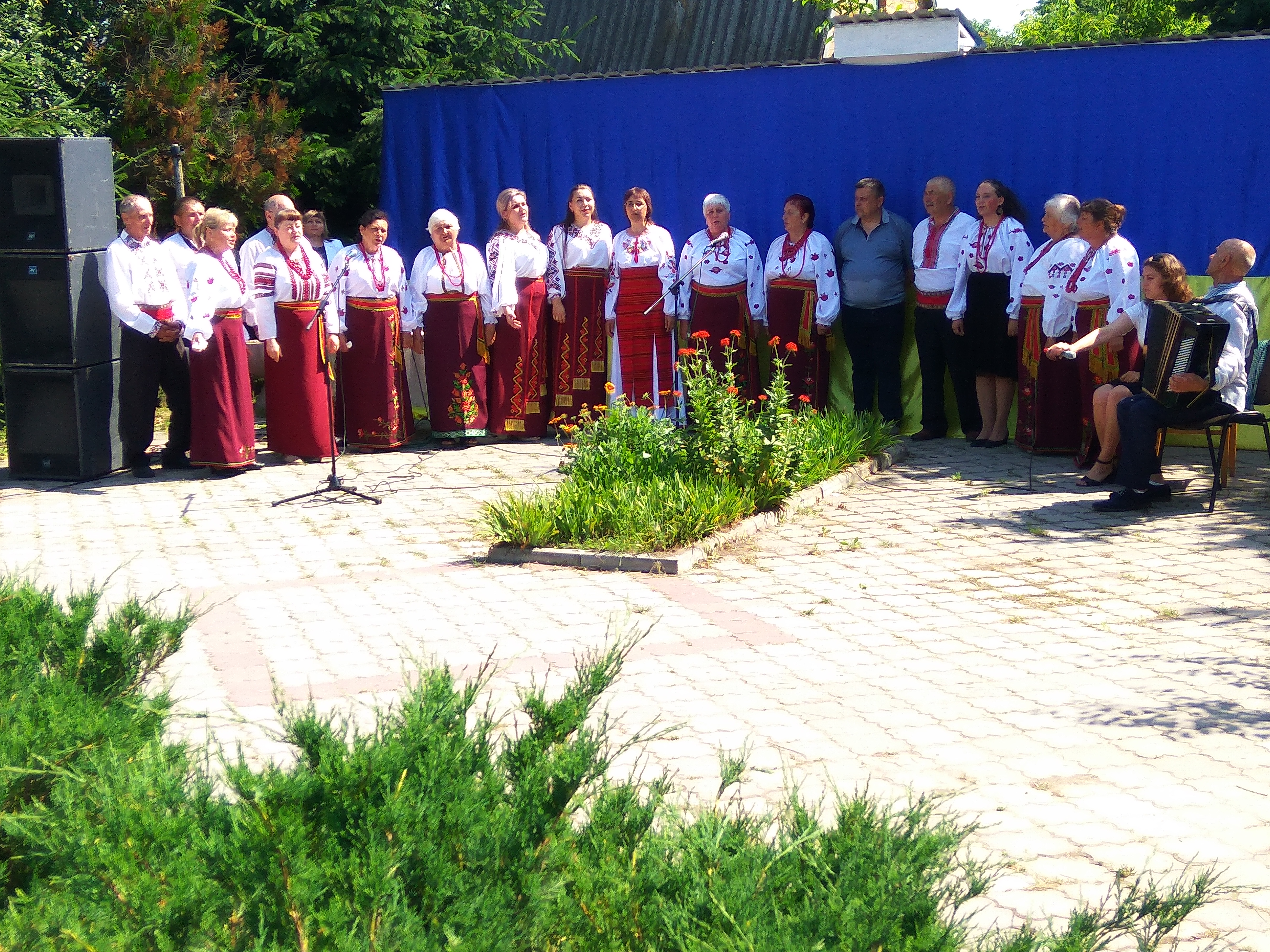